# Velvyslanectví Spojených států amerických v Bratislavě
Velvyslanectví Spojených států v Bratislavě v Slovenské republice (anglicky Embassy of the United States in Bratislava, Slovak Republic) je zastupitelský úřad Spojených států se sídlem na Hviezdoslavově náměstí 5 v Bratislavě. Současným mimořádným a zplnomocněným velvyslancem Spojených států na Slovensku je Theodore Sedgwick (od 4. července 2010).

## Historie
Prvním zastupitelským úřadem Spojených států v Bratislavě byl generální konzulát otevřen 1. března 1948, krátce po Vítězném únoru, kdy získaly vůdčí postavení v Československu Komunistická strana Československa a Komunistická strana Slovenska. Pro tuto transformaci politického uspořádání setrval vicekonzul Claiborne Pell v Bratislavě jen šest měsíců a následně byl generální konzulát uzavřen 27. května 1950.
Konzulát v Bratislavě byl znovuotevřený 27. května 1991. Už po vzniku samostatné Slovenské republiky došlo kolem 4. ledna 1993 k přeměně konzulátu na velvyslanectví. Prvním americkým velvyslancem na Slovensku se stal Theodore E. Russell, jmenován 22. listopadu 1993, který předal své pověřovací listiny 16. prosince 1993.